# Bolu
Bolu este un oraș din Turcia.